# 岩本太郎 (実業家)
岩本 太郎（いわもと たろう、1960年8月14日 - 2015年2月9日）は、大塚製薬の第5代代表取締役社長。静岡県生まれ。
1983年に静岡大学農学部卒業。1992年には岐阜薬科大学で博士号を取得した。
米国の製薬会社勤務を経て1994年11月入社。2007年に大塚アメリカファーマシューティカルのCEOとなった後、2008年6月に樋口達夫の後任として代表取締役社長に就任。
社長在任中の2015年2月9日に心不全により死去。